# Campeonato Mundial de Futebol Sub-16 de 1985
O Campeonato Mundial de Futebol Sub-16 de 1985 foi disputado na China entre os dias 31 de julho e 11 de agosto. Esta foi a primeira edição do torneio, e contou com a participação de 16 selecções.
Jogadores nascidos a partir de 1 de agosto de 1968 puderam participar do torneio.

## Equipas
| Confederação                                  | Eliminatória                            | Classificado(s)                                                                                       |
| --------------------------------------------- | --------------------------------------- | --- |
| AFC (Ásia)                                    | Torneio de Qualificação AFC sub-16 1985 | Catar Arábia Saudita                                                                                  |
| CAF (África)                                  | Torneio de Qualificação CAF sub-16 1985 | Congo Guiné Nigéria                                                                                   |
| CONCACAF (América do Norte, Central e Caribe) | Torneio de Qualificação CONCACAF sub-16 | Costa Rica México Estados Unidos (vencedor do Campeonato CONCACAF sub-16 1983)                        |
| CONMEBOL (América do Sul)                     | Torneio de Qualificação CONMEBOL sub-16 | Argentina Bolívia (convidada) Brasil                                                                  |
| OFC (Oceânia)                                 | Torneio de Qualificação OFC sub-16 1983 | Nova Zelândia                                                                                         |
| UEFA (Europa)                                 |                                         | Hungria (convidada) Itália (vencedor do Europeu sub-16 1982) França (vencedor do Europeu sub-16 1984) |
| País sede                                     | País sede                               | China                                                                                                 |

## Fase de Grupos

### Grupo A
| Selecção       | Pts | J | V | E | D | GM | GS | +/- |
| -------------- | --- | - | - | - | - | -- | -- | --- |
| China          | 5   | 3 | 2 | 1 | 0 | 6  | 3  | +3  |
| Guiné          | 4   | 3 | 2 | 0 | 1 | 5  | 2  | +3  |
| Estados Unidos | 2   | 3 | 1 | 0 | 2 | 3  | 5  | −2  |
| Bolívia        | 1   | 3 | 0 | 1 | 2 | 2  | 6  | −4  |

| 31 de Julho de 1985 | China                | 1–1       | Bolívia     | Pequim                               |
| 19:00               | Xie Yuxin 28' (g.p.) | Relatório | Sánchez 13' | Público: 80,000 Árbitro: Miklos Nagy |

| 31 de Julho de 1985 | Guiné     | 1–0       | Estados Unidos | Pequim                                           |
| 20:45               | Koita 68' | Relatório |                | Público: 80,000 Árbitro: Fallaj Khuzam Al Shanar |

| 2 de Agosto de 1985 | China                               | 2–1       | Guiné     | Pequim                                         |
| 19:00               | Xie Yuxin 18' (g.p.) Guo Zhuang 27' | Relatório | Sylla 42' | Público: 40,000 Árbitro: Carlos Alfaro Venegas |

| 2 de Agosto de 1985 | Bolívia        | 1–2       | Estados Unidos        | Pequim                                     |
| 20:45               | Etcheverry 31' | Relatório | McPhail 51' Pride 64' | Público: 40,000 Árbitro: Alhati Salahudeen |

| 4 de Agosto de 1985 | China                                         | 3–1       | Estados Unidos | Pequim                                   |
| 19:00               | Cao Xiandong 20' Guo Zhuang 22' Sun Bowei 25' | Relatório | Pride 75'      | Público: 60,000 Árbitro: Carlos Esposito |

| 4 de Agosto de 1985 | Bolívia | 0–3       | Guiné                          | Pequim                               |
| 20:45               |         | Relatório | Soumah 32' Toure 37' Koita 55' | Público: 60,000 Árbitro: Miklos Nagy |

### Grupo B
| Selecção           | Pts | J | V | E | D | GM | GS | +/- |
| ------------------ | --- | - | - | - | - | -- | -- | --- |
| Austrália          | 6   | 3 | 3 | 0 | 0 | 4  | 1  | +3  |
| Alemanha Ocidental | 3   | 3 | 1 | 1 | 1 | 5  | 3  | +2  |
| Argentina          | 3   | 3 | 1 | 1 | 1 | 5  | 4  | +1  |
| Congo              | 0   | 3 | 0 | 0 | 3 | 4  | 10 | −6  |

| 31 de Julho de 1985 | Austrália | 1–0       | Argentina | Tianjin                                      |
| 19:00               | Naven 28' | Relatório |           | Público: 20,000 Árbitro: Joaquin Urrea Reyes |

| 31 de Julho de 1985 | Congo     | 1–4       | Alemanha Ocidental                         | Tianjin                                |
| 20:45               | Kakou 73' | Relatório | Mirwald 21' Viteczek 38', 65' Eammeier 56' | Público: 20,000 Árbitro: Chen Shengcai |

| 2 de Agosto de 1985 | Austrália               | 2–1       | Congo     | Tianjin                                            |
| 19:00               | Trimboli 19' Thodis 42' | Relatório | Kakou 76' | Público: 20,000 Árbitro: Hassan Abdullah Al Mullah |

| 2 de Agosto de 1985 | Argentina   | 1–1       | Alemanha Ocidental | Tianjin                                |
| 20:45               | Caceres 16' | Relatório | GSbriel 15'        | Público: 20,000 Árbitro: Claudio Pieri |

| 4 de Agosto de 1985 | Austrália    | 1–0       | Alemanha Ocidental | Tianjin                               |
| 19:00               | Trimboli 12' | Relatório |                    | Público: 20,000 Árbitro: Karim Camara |

| 4 de Agosto de 1985 | Argentina                                       | 4–2       | Congo                        | Tianjin                                      |
| 20:45               | Maradona 23' (g.p.), 24' Frutos 38' Alvarez 63' | Relatório | Salles 46' Mantot 60' (g.p.) | Público: 20,000 Árbitro: Joaquin Urrea Reyes |

### Grupo C
| Selecção       | Pts | J | V | E | D | GM | GS | +/- |
| -------------- | --- | - | - | - | - | -- | -- | --- |
| Arábia Saudita | 5   | 3 | 2 | 1 | 0 | 7  | 2  | +5  |
| Nigéria        | 5   | 3 | 2 | 1 | 0 | 4  | 0  | +4  |
| Itália         | 2   | 3 | 1 | 0 | 2 | 3  | 4  | −1  |
| Costa Rica     | 0   | 3 | 0 | 0 | 3 | 1  | 9  | −8  |

| 31 de Julho de 1985 | Arábia Saudita                                          | 4–1       | Costa Rica  | Dalian                                  |
| 19:00               | Al Dosary 25' Al Suraiti 63' Al Razgan 66' Al Fahad 68' | Relatório | Medford 12' | Público: 35,000 Árbitro: Arnaldo Coelho |

| 31 de Julho de 1985 | Nigéria   | 1–0       | Itália | Dalian                                  |
| 20:45               | Momoh 67' | Relatório |        | Público: 35,000 Árbitro: Angelo Bratsis |

| 2 de Agosto de 1985 | Arábia Saudita | 0–0       | Nigéria | Dalian                                  |
| 19:00               |                | Relatório |         | Público: 36,000 Árbitro: Angelo Bratsis |

| 2 de Agosto de 1985 | Costa Rica | 0–2       | Itália                     | Dalian                                   |
| 20:45               |            | Relatório | Caverzan 17' Bresciani 46' | Público: 30,000 Árbitro: Simon Bantsimba |

| 4 de Agosto de 1985 | Arábia Saudita                          | 3–1       | Itália        | Dalian                                  |
| 19:00               | Al Boushal 4', 61' Al Razgan 78' (g.p.) | Relatório | Bresciani 37' | Público: 30,000 Árbitro: Arnaldo Coelho |

| 4 de Agosto de 1985 | Costa Rica | 0–3       | Nigéria                              | Dalian                                |
| 20:45               |            | Relatório | Igbinoba 62' Momoh 70' Babatunde 72' | Público: 30,000 Árbitro: Zhang Daqiao |

### Grupo D
| Selecção | Pts | J | V | E | D | GM | GS | +/- |
| -------- | --- | - | - | - | - | -- | -- | --- |
| Hungria  | 5   | 3 | 2 | 1 | 0 | 4  | 0  | +4  |
| Brasil   | 4   | 3 | 2 | 0 | 1 | 4  | 2  | +2  |
| México   | 3   | 3 | 1 | 1 | 1 | 3  | 3  | 0   |
| Catar    | 0   | 3 | 0 | 0 | 3 | 2  | 8  | −6  |

| 31 de Julho de 1985 19:00 | Qatar          | 1–2       | Brasil                  | Shanghai Público: 30,000 Árbitro: Christopher Bambridge |
|                           | Al Abdulla 50' | Relatório | Bismarck 9' Villiam 58' |                                                         |

| 31 de Julho de 1985 20:45 | México | 0–0       | Hungria | Shanghai                            |
|                           |        | Relatório |         | Público: 30,000 Árbitro: Cui Baoyin |

| 2 de Agosto de 1985 19:00 | Qatar                  | 1–3       | México                             | Shanghai Público: 25,000 Árbitro: Karl-Heinz Tritschler |
|                           | Al Mohannadi 5' (g.p.) | Relatório | Cortes 36' Dedesma 52', 77' (g.p.) |                                                         |

| 2 de Agosto de 1985 20:45 | Brasil | 0–1       | Hungria   | Shanghai Público: 25,000 Árbitro: Christopher Bambridge |
|                           |        | Relatório | Kanal 55' |                                                         |

| 4 de Agosto de 1985 19:00 | Qatar | 0–3       | Hungria                       | Shanghai Público: 25,000 Árbitro: Juan Ortube Vargas |
|                           |       | Relatório | Huszak 9' Marik 38' Kanal 80' |                                                      |

| 4 de Agosto de 1985 20:45 | Brasil                   | 2–0       | México | Shanghai Público: 25,000 Árbitro: Karl-Heinz Tritschler |
|                           | Villiam 60' Maurício 67' | Relatório |        |                                                         |

## Fases Finais
|  | Quartas de final       | Quartas de final       |                       |       | Semifinais     | Semifinais     |  |  | Final                 | Final |
|  |                        |                        |                       |       |                |                |  |  |                       |       |
|  | 7 de Agosto - Pequim   |                        |                       |       |                |                |  |  |                       |       |
|  |                        |                        |                       |       |                |                |  |  |                       |       |
|  | China                  | 2                      |                       |       |                |                |  |  |                       |       |
|  | China                  | 2                      | 9 de Agosto - Pequim  |       |                |                |  |  |                       |       |
|  | Alemanha Ocidental     | 4                      |                       |       |                |                |  |  |                       |       |
|  | Alemanha Ocidental     | 4                      | Alemanha Ocidental    | 4     |                |                |  |  |                       |       |
|  | 7 de Agosto - Dalian   |                        | Alemanha Ocidental    | 4     |                |                |  |  |                       |       |
|  |                        | Brasil                 | 3                     |       |                |                |  |  |                       |       |
|  | Arábia Saudita         | Brasil                 | 3                     | 1     |                |                |  |  |                       |       |
|  | Arábia Saudita         |                        | 11 de Agosto - Pequim | 1     |                |                |  |  |                       |       |
|  | Brasil                 | 2                      |                       |       |                |                |  |  |                       |       |
|  | Brasil                 | 2                      | Alemanha Ocidental    | 0     |                |                |  |  |                       |       |
|  | 7 de Agosto - Tianjin  |                        | Alemanha Ocidental    | 0     |                |                |  |  |                       |       |
|  |                        | Nigéria                | 2                     |       |                |                |  |  |                       |       |
|  | Austrália              | Nigéria                | 2                     | 0 (2) |                |                |  |  |                       |       |
|  | Austrália              | 9 de Agosto - Shanghai |                       | 0 (2) |                |                |  |  |                       |       |
|  | Guiné                  | 0 (4)                  |                       |       |                |                |  |  |                       |       |
|  | Guiné                  | 0 (4)                  | Nigéria               | 1 (4) | Terceiro lugar | Terceiro lugar |  |  |                       |       |
|  | 7 de Agosto - Shanghai |                        | Nigéria               | 1 (4) | Terceiro lugar | Terceiro lugar |  |  |                       |       |
|  |                        | Guiné                  | 1 (2)                 |       |                |                |  |  |                       |       |
|  | Hungria                | Guiné                  | 1 (2)                 | 1     | Brasil         | 4              |  |  |                       |       |
|  | Hungria                |                        |                       | 1     | Brasil         | 4              |  |  |                       |       |
|  | Nigéria                | 3                      |                       | Guiné | 1              |                |  |  |                       |       |
|  | Nigéria                | 3                      |                       |       | 1              |                |  |  |                       |       |
|  |                        |                        |                       |       |                |                |  |  | 11 de Agosto - Pequim |       |
|  |                        |                        |                       |       |                |                |  |  |                       |       |

### Quartos-finais
| 7 de Agosto de 1985 | China                           | 2–4       | Alemanha Ocidental                         | Beijing                                |
| 19:30               | Guo Zhuang 14' Tu Shengqiao 39' | Relatório | Witeczek 10', 37', 45' Bi Sheng 35' (p.b.) | Público: 80,000 Árbitro: Amaldo Coelho |

| 7 de Agosto de 1985 | Austrália | 0–0 (a.p.) (2–4 g.p.) | Guiné | Tianjin                                |
| 19:30               |           | Relatório             |       | Público: 20,000 Árbitro: Claudio Pieri |

| 7 de Agosto de 1985 | Arábia Saudita       | 1–2       | Brasil                  | Dalian                                         |
| 19:30               | Al Razgan 52' (g.p.) | Relatório | William 38', 49' (g.p.) | Público: 30,000 Árbitro: Carlos Alfaro Venegas |

| 7 de Agosto de 1985 | Hungria  | 1–3       | Nigéria                     | Shanghai                                       |
| 19:30               | Marik 2' | Relatório | Momoh 17', 58' Igbinoba 60' | Público: 25,000 Árbitro: Christopher Bambridge |

### Semifinals
| 9 de Agosto de 1985 | Alemanha Ocidental                   | 4–3       | Brasil                                   | Beijing                                      |
| 19:30               | Witeczek 15', 57', 66' Konerding 47' | Relatório | Bismarck 6' Andre Cruz 37' Rodrigues 70' | Público: 50,000 Árbitro: Joaquin Urrea Reyes |

| 9 de Agosto de 1985 | Nigéria   | 1–1 (a.p.) (4–2 g.p.) | Guiné      | Shanghai                                 |
| 19:30               | Atere 10' | Relatório             | Soumah 20' | Público: 30,000 Árbitro: Carlos Esposito |

### 3º Lugar
| 11 de Agosto de 1985 | Brasil                                            | 4–1       | Guiné     | Pequim                              |
| 17:30                | Marques 11' Mauricio 42' William 51' Bismarck 73' | Relatório | Sylla 65' | Público: 80,000 Árbitro: Cui Baoyin |

### Final
| 11 de Agosto de 1985 | Alemanha Ocidental | 0–2       | Nigéria                   | Pequim                                         |
| 19:30                |                    | Relatório | Akpoborie 4' Igbinoba 79' | Público: 80,000 Árbitro: Christopher Bambridge |

## Campeão
| Campeão Mundial Sub-16 de 1985 Nigéria 1º título |

## Melhores marcadores
8 gols
- Marcel Witeczek

5 gols
- William

4 gols
- Momoh Billa

3 gols
- Zhuang Guo
- Abdulaziz Al Razgan
- Bismarck
- Victor Igbinoba